# Щит-Немирович, Николай
Николай Немирович-Щит (Николай Якубович Щит, Николай Щит, Николай Щит-Немирович) (умер до 1535) — государственный деятель Великого княжества Литовского, маршалок господарский (1520).

## Биография
Представитель литовского шляхетского рода Щитов-Немировичей герба «Ястржембец». Сын Якуба Немировича Щита (ум. 1493/1494), внук Яна Немировича и правнук Яна Немиры из Вселюба. Брат — маршалок господарский Ян Немирович-Щит (умер 1519/1520).
В 1520 году как маршалок господарский Николай Щит вместе с сыном Станиславом построил алтарь в костёле Святого Николая в Гранне. В 1531 году вместе с другими членами рода (Ежи Олехновичем, Вацлавом Костевичем, Павлом Рачко, Эльжбетой и Николаем Ильиничами) дал деньги на строительство костёла в Гранне.
От своего отца он унаследовал, среди прочего, Следзянув, Бужыски, Малёва-Гура, Бацики, Кремень, Гранне, Вселюб. После смерти своего сына и наследника Николая (до 1569 года) он распродал многие из своих имений в Дрохичинской земле.

## Семья
Николай Щит-Немирович был женат на Софье Нарбут, дочери Николая Нарбута, от брака с которой у него было пять сыновей:
- Станислав (умер между 1535 и 1538 годами на войне с Русским государством)
- Войцех
- Николай , в 1563 году после взятия Полоцка он был задержан русскими вместе с полоцким воеводой Станиславом Довойной
- Ян
- Александр

После смерти Николая Щита-Немировича его вдова Софья вторично вышла замуж за Эразма Опоровского (ум. до 1540), сына воеводы ленчицкого Анджея Опоровского (ум. 1540).